# Тіні старого замку
«Тіні старого замку» — радянський художній фільм з п'яти серій (званих в титрах випусками), знятий в 1966 році режисером Марією Муат. Екранізація повісті Арнольда Негга «Острів велетнів». Дія фільму розгортається в 1948 році на одному з прикордонних островів Естонії.

## Сюжет
Післявоєнна осінь 1948 року. У трьохсотрічному замку баронів фон Лорінгерів, що стоїть на одному з прикордонних островів окупованої Радянським союзом Естонії в Балтійському морі, тепер знаходиться Мустамяєвська семирічна школа-інтернат. Місцеві жителі впевнені, що там мешкає привид Зеленого мисливця. Школярам, які живуть в замку, теж здається, що ночами вони чують кроки. Під час прибирання хлопці знаходять модель піратського парусника, в якому опинився тайник. У ньому зберігалися документи — рапорт німецького офіцера Вальтера і старі документи директора школи, колишнього білогвардійського офіцера Філімова. У пошуках пригод і міфічних скарбів замку хлопці відкривають зловісні таємниці т.н. «естонських націоналістів», які співпрацювали в роки Другої Світової війни з німцями.

## Список серій (випусків)
- Випуск I: «Таємниця зеленого мисливця»
- Випуск II: «Рапорт Вальтера»
- Випуск III: «Людина, яка втратила Батьківщину»
- Випуск IV: «Прикрості Ільмара»
- Випуск V: «Скарби Сови»

## У ролях
- Юрій Лученко — Олександр Уйбо, вчитель російської мови та літератури
- Леонід Губанов — Рене Руммо, лікар
- Маргарита Юр'єва — Кярт Ребане, вчителька німецької мови. У минулому — Гертруда фон Лорінгер, вона ж агент «Сова»
- Володимир Муравйов — Альберт Ребане, викладач хімії
- Михайло Болдуман — Максим Аполлонович Філімов, директор школи-інтернату
- Георгій Єпіфанцев — капітан Тенін, начальник прикордонної застави
- Віктор Бубнов — «Страшний Курт», ватажок банди
- Юрій Пузирьов — Ендель Метс, спільник Курта
- Генрієтта Ромодіна — Тереза Таммеорг, вдова
- Юрій Леонідов — Яан Тедер
- Маргарита Докторова — Марет, дружина Мадіса
- В. Єпіфанов — Мадіс

## Знімальна група
- Автор сценарію —  Марія Муат
- Режисер-постановник —  Марія Муат
- Оператори — Л. Бунін, В. Вязов, В. Гусєв
- Художник-постановник — І. Морозов
- Композитор —  Михайло Зів
- Диригент — Газіз Дугашев
- Звукооператор — В. Русаков
- Асистенти:

режисера — Л. Недзельська: оператора — В. Горохов: по монтажу — Г. Ілюхіна
- Художник по костюмах — Н. Антипова
- Художник-гример — Т. Клеманова
- Художник по монтажу — Л. Астаф'єва
- Редактори: Т. Птіцина, Т. Паченцева
- Директор фільму — В. Шафран